# Mirjam Quinte
Mirjam Quinte (* 9. Juli 1952 in Sulz am Neckar) ist eine deutsche Filmproduzentin, Regisseurin und Drehbuchautorin.

## Leben
Mirjam Quinte wurde als zweites von drei Kindern Lothar Quintes und seiner ersten Frau Herta Schmidhuber geboren. Sie studierte Kommunikationswissenschaften an der Universität Freiburg, wo sie auch Pepe Danquart kennenlernte, mit dem sie seit vielen Jahren zusammenarbeitet. Beide gehörten 1978 zu den Mitgründern der Kommunikationswerkstatt Freiburg, die zahlreiche Dokumentarfilme produzierte und dafür auch 1982 mit dem Dokumentarfilmpreis der deutschen Filmkritik ausgezeichnet wurde. Gemeinsam mit Danquart 1989 gründete Quinte die eigene Produktionsfirma Quintefilm.

## Filmografie (Auswahl)

### Produktion
- 1983: Lothar Quinte – 40 Jahre Malerei
- 1984: Die lange Hoffnung – Mit Clara Thalmann und Augustin Souchy in Spanien
- 1987: Mythos '68. Die Wurzeln der Revolte
- 1991: Daedalus
- 1994: Phoolan Devi – Rebellion einer Banditin
- 1997: Nach Saison
- 2000: Heimspiel
- 2003: Babushka
- 2003: Fremde Zukunft
- 2004: Höllentour
- 2005: Workingman’s Death
- 2006: Das Fräulein
- 2007: Am Limit
- 2011: Joschka und Herr Fischer
- 2011: Whores' Glory – Ein Triptychon zur Prostitution
- 2013: Lauf Junge lauf

### Regie
- 1985: Wackersdorf – Eine Reflexion über Gewalt
- 1991: ...und andere Ergüsse!
- 1994: Phoolan Devi – Rebellion einer Banditin
- 1997: Nach Saison

### Drehbuch
- 1991: ...und andere Ergüsse!
- 1994: Phoolan Devi – Rebellion einer Banditin
- 1997: Nach Saison

## Auszeichnungen
- 1997: Nach Saison – Friedensfilmpreis (Berlinale)
- 1997: Nach Saison – Valladolid International Film Festival (Tiempo de Historia Award)
- 1998: Nach Saison – San Francisco International Film Festival (Golden Spire)
- 1999: Nach Saison – Prague One World Film Festival (Zuschauerpreis)
- 2007: Workingman’s Death – Deutscher Filmpreis (Bester Dokumentarfilm)